# Sabtenga (Tenkodogo)
Pour les articles homonymes, voir Sabtenga.
Sabtenga est une commune rurale située dans le département de Tenkodogo de la province de Boulgou dans la région Centre-Est au Burkina Faso.

## Géographie
Sabtenga se trouve à environ 12 km au nord-ouest du centre de Tenkodogo, le chef-lieu du département, de la province et de la région, ainsi qu'à 2 km au nord de la route nationale 17.

## Démographie
| 2003  | 2006  | 2012 |
| ----- | ----- | ---- |
| 3 314 | 5 076 | -    |

En 2006, sur les 5 076 habitants du village – regroupés en 835 ménages – 55,69 % étaient des femmes, 56 % avaient moins de 14 ans, 56 % entre 15 et 64 ans et environ 8 % plus de 65 ans.

## Santé et éducation
Sabtenga accueille un centre de santé et de promotion sociale (CSPS) tandis que le centre hospitalier régional (CHR) se trouve à Tenkodogo.